# Anna Kubelík

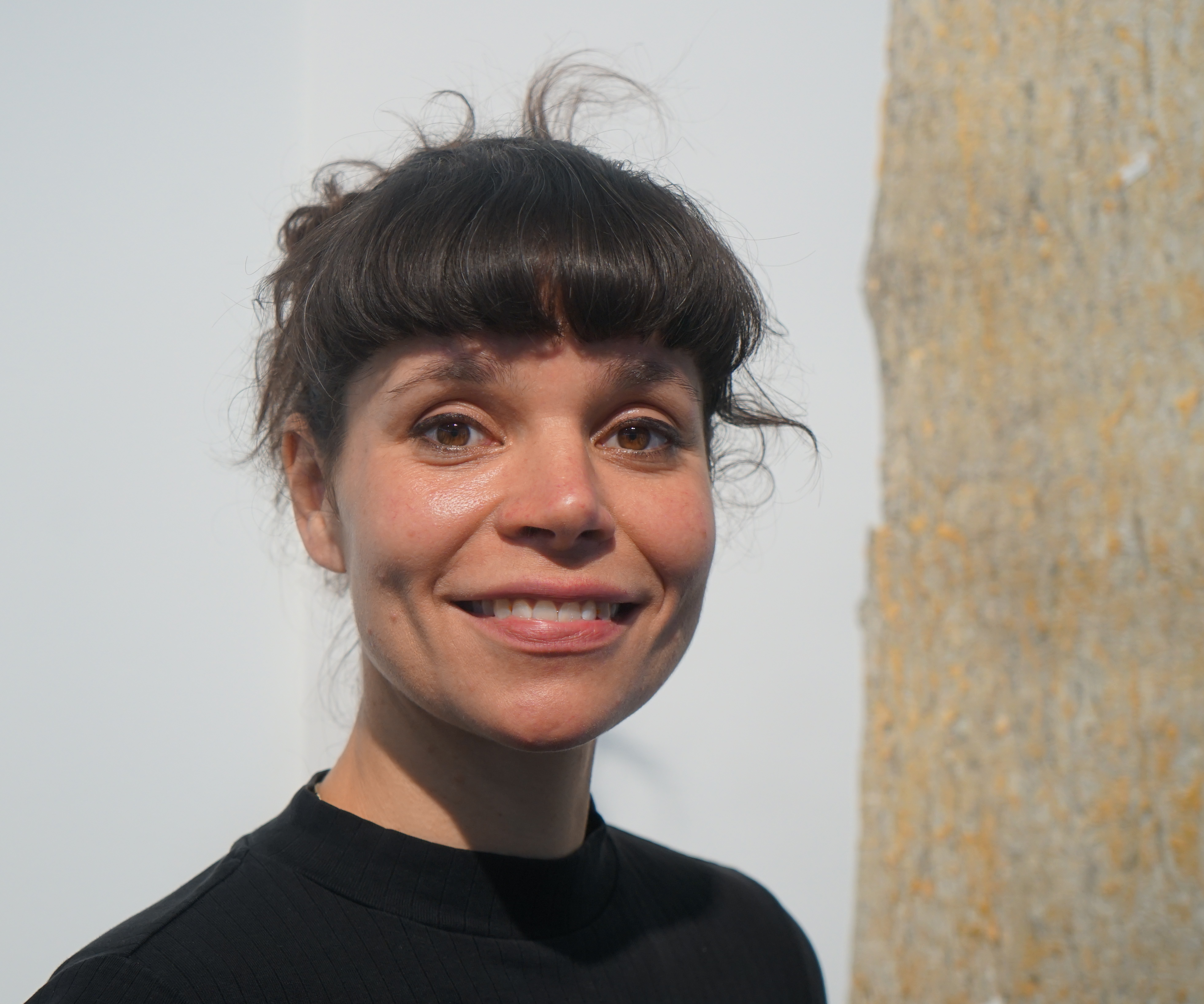
Anna Kubelík, 2025

Anna Kubelík (* 1980 in Luzern) ist Architektin, Künstlerin und Gestalterin sowie seit 2022 Professorin für künstlerisch experimentelle Darstellung und Gestaltung an der HTWG Konstanz.

## Leben
Anna Kubelík wurde 1980 in Luzern geboren. Sie studierte am Chelsea College of Art and Design (London) und an der Architectural Association School of Architecture (London), wo sie ihr Studium abschloss.
Sie beschäftigt sich mit kinetischen Skulpturen und Installationen mit oft musikalischem Kontext, die in Theaterproduktionen, Konzerten, Ausstellungen oder Performances zu erleben sind. Formate wie Kurzfilme oder Hörspiele sowie ihre Engagements an der Volksbühne und der Neuköllner Oper in Berlin erweitern ihre Perspektiven in den performativen Künsten und ermöglichen Projekte, die verschiedene Kunstformen zusammenführen.
Kubelík arbeitet mit Menschen aus unterschiedlichen Bereichen und Disziplinen der Künste und Wissenschaften zusammen, darunter Tänzer, Komponisten, Theaterregisseure und Natur- und Geisteswissenschaftler. 

## Auszeichnungen
2010 erster Preis BLOOOM Award by WARSTEINER
Preis der Nationalstiftung für die Künste, den New York State Council on the Arts, den Art OMI in New York 2015. 
2015/2016 Stipendiatin an der Akademie Schloss Solitude.
2016/2017 Rompreis Villa Massimo Deutschen Akademie Rom Villa Massimo.

## Ausstellungen
- 2015: Global Paper III – International Paperart Triennial, Museen der Stadt Deggendorf
- 2015: Well-Tempered Hygrometer Part II, Schlossmediale, Schloss Werdenberg[9]
- 2015: Art OMI[10]
- 2016: ‘Accrochage +’, dr. julius | ap, Berlin[11]
- 2016: ‘IceZeit’, Museümli, Buchs
- 2017: Art Alarm in Stuttgart[12]
- 2019: 'WEIA! WAGA! Szenen aus Rheingold', Schlossmediale, Schloss Werdenberg
- 2019: 'IceZeit' Positions Berlin Art Week, dr. julius | ap, Berlin
- 2021–2022: ‚Stretching Materialities‘ (Gruppenausstellung), Tieranatomisches Theater, Exzellenzcluster, Humboldt-Universität, Berlin

## Veröffentlichungen
- CODAmagazine: Suspended in Space.[13]
- Goethe Institut: Darstellende Kunst Tarik Goetzke und Anna Kubelik[14]
- Black Holes & Triangulation, Schloss-Post[15]
- Material, Movement, Shape, Schloss-Post[16]